# Universal Edition
Universal Edition (UE) est une maison d'édition musicale internationale, basée à New York, à Vienne et à Londres.
Elle a été créée comme « Universal Edition Actiengesellschaft » à Vienne en 1901, alors en Autriche-Hongrie. Avant 1910, l'entreprise se spécialisa dans les œuvres de compositeurs contemporains.

## Histoire
En 1904, UE a racheté les éditions Aibl, et a ainsi acquis les droits sur les œuvres de Richard Strauss, Max Reger et d'autres compositeurs, mais c'est l'arrivée d'Emil Hertzka comme directeur général en 1907 (qui est resté jusqu'à sa mort en 1932) qui a vraiment poussé la firme vers la musique nouvelle. Sous la direction d'Hertzka, l'UE a signé des contrats avec un certain nombre de compositeurs contemporains importants, dont Béla Bartók et Frederick Delius en 1908 ; Gustav Mahler et Arnold Schoenberg en 1909 (la Symphonie no 8 de Mahler a été la première œuvre dont l'UE a acquis le droit d'auteur original) ; Anton Webern et Alexander von Zemlinsky en 1910 ; Karol Szymanowski en 1912 ; Leoš Janáček en 1917 et Kurt Weill en 1924. Grâce à leur association avec Schoenberg, ils ont également publié de nombreuses œuvres d'Alban Berg.
Les orientations avant-gardistes de la société se sont poursuivies après la Seconde Guerre mondiale, lorsque l'UE a publié les œuvres d'un certain nombre de compositeurs importants, parmi lesquels Luciano Berio, Pierre Boulez, Morton Feldman, Mauricio Kagel, György Kurtág, György Ligeti et Karlheinz Stockhausen. Parmi les ajouts ultérieurs importants au catalogue figurent Harrison Birtwistle, Friedrich Cerha, Georg Friedrich Haas, Cristóbal Halffter, Georges Lentz, Arvo Pärt, David Sawer et Johannes Maria Staud.
UE a également publié plusieurs éditions historiques importantes, dont les œuvres complètes de Claudio Monteverdi. En collaboration avec Schott, ils ont publié la série Wiener Urtext Edition depuis 1972. Constituée à l'origine d'œuvres pour un ou deux interprètes de compositeurs allant de Jean-Sébastien Bach à Johannes Brahms, la série a ensuite été étendue à un nombre limité d'œuvres plus tardives, telles que le Ludus Tonalis de Paul Hindemith.